# Чулков, Борис Александрович
Борис Александрович Чулков (1 марта 1932, Вологда — 10 мая 2014, там же) — русский советский поэт. Член Союза писателей СССР (с 1964 года), позже — член Союза писателей России (с 1992 года).

## Биография
Борис Александрович Чулков родился 1 сентября 1932 года в Вологде. Окончив среднюю школу, поступил в Ленинградский институт иностранных языков. По его окончании вернулся в родной город, где преподавал в Вологодском педагогическом институте и Вологодском филиале Северо-Западного заочного политехнического института. Позже работал журналистом в газете «Вологодский комсомолец». В 1981—1983 годах учился на высших литературных курсах при Литературном институте имени А. М. Горького в Москве.
Первые стихи Б. А. Чулкова были опубликованы в 1957 году, в 1964 году он принят в Союз писателей России. Творчество поэта тяготеет к вечной классической поэзии А. Пушкина, М. Лермонтова, А. Фета, его «отличает мелодичность и трогательность, глубина и пронзительная чувственность, личный взгляд самобытного художника-философа». Отличительной особенностью поэзии Бориса Чулкова является глубокая проработка городской темы, городских мотивов, а также успешный опыт работы в сложной поэтической форме оды. Б. А. Чулков много трудился над переводами произведений немецких, английских, французских поэтов.
Был дружен с Николаем Рубцовым, в 1964 году, когда тот находился в стеснённых обстоятельствах, Борис Александрович предоставил ему комнату в своей квартире. Человеческое и поэтическое товарищество нашло отражение в творчестве и Николая Рубцова, и в стихах Б. Чулкова: «Вновь лазурь залила окоем…», «Не я ли говорил ему…», «Памяти Николая Рубцова».
В 1999 году награждён Царскосельской художественной премией за создание антологии «Царское село в поэзии».

## Избранная библиография
Сборники стихов:
- 1960 год «Щедрый дождь»;
- 1963 год «Яблоко от яблони»;
- 1966 год «Погода века»;
- 1968 год «Вечная мастерская»;
- 1977 год «Продолжение лета»;
- 1981 год «Крылья насущные»;
- 1986 год «Пейзаж с человеком»;
- 1990 год «При свете дневном»;
- 1994 год «Дух тревоги»;
- 1997 год «Возвращение на Землю»;
- 1999 год «Муз бессмертная сестра» и «На звучном русском языке».

Антологии:
- 1999 год «Антология стихов русских поэтов о царскосельской статуе „Девушка с разбитым кувшином“ 1830—2000»;
- 1999 год «Царское Село в поэзии. 1750—2000. Антология стихов русских поэтов XVIII—XX веков».